# タレー
タレー (英語: Taleh, Tali, ソマリ語: Taleex, アラビア語: تالح) はソマリア北東部でソマリランド東部の町。ヌガール渓谷にある。ここ数年はソマリランドの支配力が強い。
ソマリア独立前にソマリ人によるダーヴィッシュ運動の拠点があった.。運動の中心人物サイイド・ムハンマド・アブドゥラー・ハッサンにちなんで「サイードの首都」とも呼ばれる。

## 歴史
19世紀の政治家ユスフ・マハメド・イブラヒムがタレーの近くのハリンにイスラム教育施設を作っている。また、19世紀の宗教家で詩人のハジ・アリ・マジェルテンがタレー近くに学校を作っている。

### ダーヴィッシュ国の首都

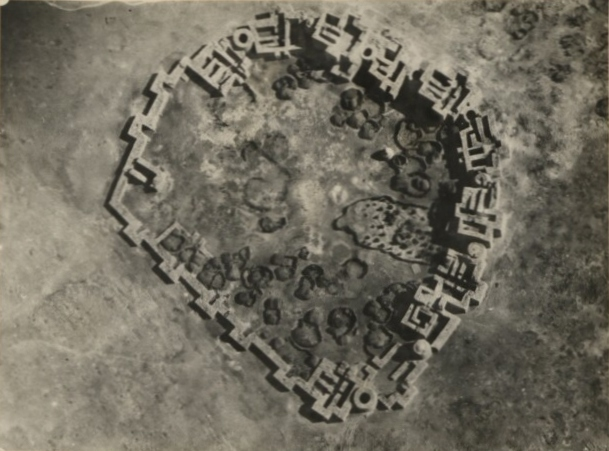
タレー最大の要塞、Silsilatの跡

イギリスのエリック・スウェインは、イギリス領ソマリランド軍の指揮官として、イギリスに反旗を翻したダーヴィッシュ国と戦闘をしていた。ダーヴィッシュ国は、サイイド・ムハンマド・アブドゥラー・ハッサンが作った国で、ドゥルバハンテ氏族が主体であった。
1902年に第2次遠征を行っていたスウェインは、タレーのすぐ近くにあるハリンで、ダーヴィッシュ国の砦を発見した。建設はその前年のことと見られる。英国陸軍省は、スウェインがこの砦に籠っていたドゥルバハンテのウガードヒャハン（Ugaadhyahan）支族のナレイェ・アフメド（Naleye Ahmed）支支族とヌール・アフメド（Nur Ahmed）支支族を破り、砦を破壊したと発表している
。
サイイド・ムハンマドの軍は1904年にジッドバリで一度壊滅的な打撃を受け、1905年からタレーの南東約300キロメートルにある海岸の町、エイルを拠点としていた。しかし、イギリス軍や、サイイド・ムハンマドと敵対するソマリ人氏族らによる攻撃が激しかった。サイイド・ムハンマドは、さらなる拠点の移動を決意した。
イギリス側の資料にも、ダーヴィッシュ国がドゥルバハンテ以外の氏族と敵対していたことが記されている。イギリス領インド陸軍将校のチャールズ・エガートンは、「沿岸部の部族であるHabr Gerhajis、ワルサンガリ、マジェルテーンなどはいずれもムラー（サイイド・ムハンマド）への敵対を公言している」と記している。
なお、この時代の建物は、現在ではドゥルバハンテ砦と呼ばれることが多いが、植民地時代の資料ではダーヴィッシュ砦とされていることが多い
元ダーヴィッシュ国の軍人であるイセ・ファラー・フィカド（Ciise Faarax Fikad）によれば、タレーがダーヴィッシュ国の首都に選ばれたのは、ヌガール渓谷がダーヴィッシュ国の主力であるドゥルバハンテ氏族の領域の中心地であり、イギリス軍の拠点や、イギリスとライード条約（Rayid signatories）を結んでドゥルバハンテ氏族と敵対するマジェルテーン氏族、ワルサンガリ氏族、オガデン氏族などの拠点と離れていたためだった。
「タレー」はこの町に作られたダーヴィッシュ国の要塞の名前であるが、厳密にはこの町にある4つの建築物、Falat、Silsilat、Dar Ilaalo、Talehの中の一つである。最大の建築物はSilsilatで、長さ約350フィート (110 m)、幅約300フィート (91 m)である。その背後の丘には見張り台であるDar Ilaaloがあり、高さ約50フィート (15 m)である。その手前の低地に同じぐらいの高さのタレーがある。
タレーの近くには、ダーヴィッシュ国に味方して1907年に死んだ元スルターンでもあるヌル・アフメド・アマンの墓がある。サイイド・ムハンマドの母親の墓もある。

### ダーヴィッシュ国の敗北

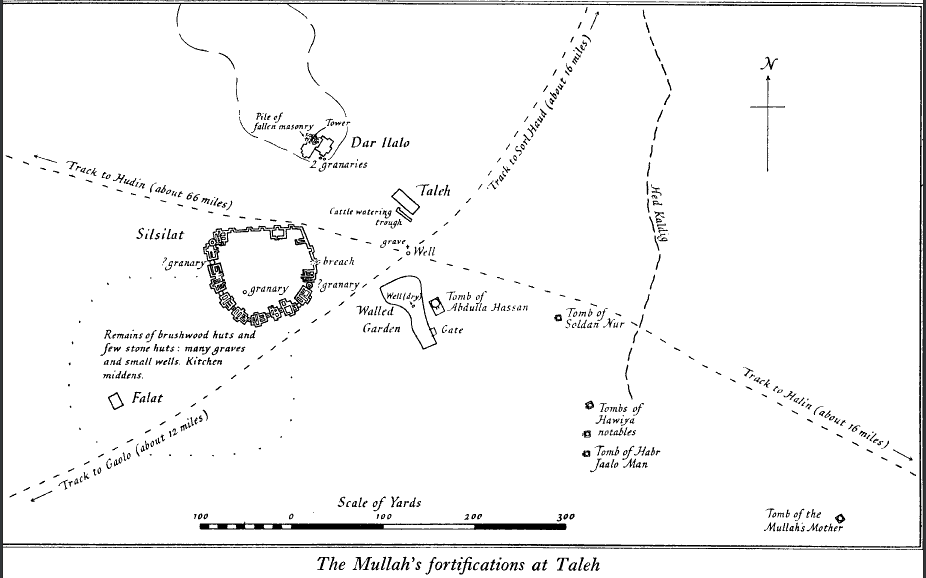
1931年に作られたタレーの地図。要塞跡の他、サイイド・ムハンマド、スルタン・ヌールなどの墓が記載されている。

1919年から1920年にかけて、イギリス軍は空爆でサナーグ各地のダーヴィッシュ国の砦を攻撃した。ダーヴィッシュ軍の拠点はタレーのみとなった。1920年2月4日、イギリス軍はタレーを爆撃し、数日後に占領して、ダーヴィッシュ国最後の拠点を打ち破った。これらの戦闘で、ダーヴィッシュ国の司令官イブラヒム・ブクルと、長年の幹部ハジ・スディが戦死した。幹部の一人ユスフ・ザイルは、元ダーヴィッシュで敵側に寝返ったアブディ・デレに捕えられ、後に処刑された。首領のサイイド・ムハンマドはオガデン地域に逃亡した。
サイイド・ムハンマドが1920年4月にイタリアのソマリア総督に宛てたアラビア語の手紙には、タレーの砦はダーヴィッシュ国27の砦の一つであると記されている。サイイド・ムハンマドはこの手紙の中で、27の砦が空爆後に中の資産と共にイギリス軍に盗まれたので、イタリアに調停してほしい、と述べている。
1974年から1975年にかけて、タレーを含むヌガール渓谷は大干ばつとなった。

### ソマリア内戦後
ソマリア内戦が始まったタイミングでスール地域は旱魃となり、特にタレー周辺の被害は大きかった。地元の遊牧民は資産を大きく失い、近隣の都市ラス・アノドなどに移住した。
2009年には、タレーで占拠で選ばれた市長と地方議員との間に内部対立が生じていると報告されている。この時点でのタレーの町では、女性には選挙権も被選挙権もないと報告されている。
2011年3月、タレーの長老会議は、ソマリランド軍のスールからの撤退を求めることを決議した。さらに2011年12月26日には、タレーでSSC会議が開催され、長老のAbdi the Hyenaなどが参加した。
2011年8月、ソマリランド軍とプントランド軍がタレーで戦闘を行い、少なくとも3名が死亡し、7名が負傷。
2012年1月9日、ソマリランド警察は、タレーの氏族会議に関するニュースを放送したラス・アノドのユニバーサルTVの記者を、会議の内容をゆがめて報道したとの疑いで逮捕した。
2012年1月12日、ドゥルバハンテ氏族がタレーを首都としてチャツモ国の独立を宣言。ただし国際的にはもちろん、隣国のソマリランド、プントランドもこれを認めず。
2012年11月、2012年ソマリランド市議会選挙が行われたが、タレーでは安全上の理由から投票は行われなかった。
2013年11月、プントランド軍とチャツモ軍の衝突があり、民間人も数名が死亡した。タレーの住民の多くが近隣に避難。避難地域で下痢や肺炎などの疫病が発生。
2014年2月、タレー地域でライバル氏族同士の戦闘が行われた。
2014年4月中旬、ソマリランドは数百人の軍を送り、タレーを占拠した。石油利権を巡っての動きとみられる。ソマリア問題担当のニコラス・ケイ国連事務総長特別代表は、ソマリランドとプントランドの対立を懸念し、国際連合ソマリア支援ミッション（UNSOM）による調停を強く要望した。ソマリランド軍は占領後1日で撤退。
2014年6月にもソマリランドはタレーを一時的に占拠した。
ソマリランドは2014年後半にも軍を派遣し、タレーを1日だけ占拠している。
2015年4月、タレーでサマカブ・アリ氏族とファラ・アリ氏族の対立があり、5人が負傷。
2015年12月、ソマリランド政府は外国企業にスール地方での石油調査の許可を与え、その企業がタレーとフドゥンの石油調査を行ったため、プントランドはこれをソマリランドによる挑発だとして非難した。
2016年5月、プントランドの保険長官がタレーを訪問し、出産センターの礎石を設置した。これは、地域住民からの訴えに応じたもので、住民は迅速な対応を歓迎。
2016年12月、この地方が旱魃となり、プントランド政府がタレーが自分達の支配下にあると宣言していたにもかかわらず、ソマリランドの内務長官をはじめとする代表団がタレーを含むスール地域のいくつかの町を訪れ、旱魃の状況を調査している。
2017年、プントランド統領のアブディウェリ・ガースは、モハメド・ローブル・イッセをタレー地区委員に任命。これに対してソマリランド政府は、タレーが2年前からソマリランドが統治しているとして反発。
2017年ソマリランド大統領選ではタレーが初めて選挙区となり、ソマリランドの影響が深まっている。この時はラス・コレーなどでは投票が行われなかった。
2018年6月、タレー地区の長老が行った記者会見会場でSOMNEWS TVの記者がソマリランド警察に逮捕された。
2019年4月、ソマリランド軍と親ソマリランド民兵がタレー地区を支配した。チャツモ軍は戦闘せずに撤退した。
2019年4月、タレーで水不足が原因の下痢症状が発生した。タレーには病院が無く、伝統的な家庭薬で対処しており、一部の患者はソマリランドが支配しているラス・アノドに、別の患者はプントランドの首都ガローウェに運ばれている。
2019年12月、ソマリランドの情報長官がタレーを訪問した。
2020年7月、ソマリランド保健省がタレーを始めとしたハイシモ地区にCovid-19のための医薬品を届けた。
2021年1月、ソマリランド政府はタレーを含むスール地域の有権者登録を開始。タレー地区に設けられた投票所は1か所で、投票券の配布は3月15日までの3日間の予定だったが、1週間の延期が発表された。

## 人口動態
この辺りの住民の多くは遊牧民であるが、乾季には定住する。ただし旱魃時には長距離を移動するので、タレーの住民は必ずしもタレーの定住民ではない。
2002年のWHOの調査ではタレー地区の住民は29,660人。
2005年の調査によれば、タレー地区の住民は45,354人で、デュルバハンテ氏族が多い。

## 地形
タレーを中心とするヌガール渓谷は、第四紀の堆積物が多く、Auradu石灰石とタレー蒸発岩で構成されている。

## 気候
| Talehの気候             | Talehの気候 | Talehの気候 | Talehの気候 | Talehの気候 | Talehの気候 | Talehの気候 | Talehの気候 | Talehの気候 | Talehの気候 | Talehの気候 | Talehの気候 | Talehの気候 | Talehの気候   |
| 月                      | 1月         | 2月         | 3月         | 4月         | 5月         | 6月         | 7月         | 8月         | 9月         | 10月        | 11月        | 12月        | 年            |
| ----------------------- | ----------- | ----------- | ----------- | ----------- | ----------- | ----------- | ----------- | ----------- | ----------- | ----------- | ----------- | ----------- | ------------- |
| 平均最高気温 °C （°F）  | 29.5 (85.1) | 30.3 (86.5) | 31.9 (89.4) | 33.2 (91.8) | 34.0 (93.2) | 32.9 (91.2) | 31.9 (89.4) | 32.6 (90.7) | 34.0 (93.2) | 32.7 (90.9) | 31.1 (88)   | 29.7 (85.5) | 31.98 (89.58) |
| 平均最低気温 °C （°F）  | 14.0 (57.2) | 15.1 (59.2) | 16.2 (61.2) | 19.1 (66.4) | 20.8 (69.4) | 21.4 (70.5) | 21.4 (70.5) | 21.1 (70)   | 21.0 (69.8) | 18.6 (65.5) | 15.6 (60.1) | 14.9 (58.8) | 18.27 (64.88) |
| 降水量 mm （inch）      | 1 (0.04)    | 1 (0.04)    | 3 (0.12)    | 19 (0.75)   | 39 (1.54)   | 3 (0.12)    | 1 (0.04)    | 1 (0.04)    | 10 (0.39)   | 24 (0.94)   | 7 (0.28)    | 2 (0.08)    | 111 (4.38)    |
| 出典：Climate-Data.org' |             |             |             |             |             |             |             |             |             |             |             |             |               |

## 関係者
- ハジ・スーディ（英語版） - 1858年生まれ。ダーヴィッシュ国のリーダーの一人で1920年にタレーで死去。
- ヌル・アフメド・アマン（英語版） - 1879生まれ。ダーヴィッシュ国のリーダーの一人で1907年にタレーで死去。
- バシル・ユスフ（英語版） - 1905年タレー生まれ。サイイド・ムハンマドの甥で、イギリスに反乱を起こして1945年に死去。
- アブディサマド・アリ・シレ（英語版） – タレー生まれ。プントランドの元副大統領 (2009-2014)
- アブディハキム・アブドゥラー・ハジ・オマル（英語版） – プントランドの副大統領 (2014-2019)